# Borova (Novo Goražde, BiH)
Borova je naselje u općini Novo Goražde, Republika Srpska, BiH.
Nalazi se na desnoj obali Drine. Smješteno je ispod planine Gostunj. Proteže se na nadmorskoj visini od 450 do 700 metara. Prezimena stanovnika Borove su: Borovac, Delić i Baždar. Trenutno na selu niko ne živi, a povremeno ga obilaze pojedinci. Nekadašnji stanovnici sela se nalaze u Goraždu, Sarajevu, Brčkom i Jelahu kod Teslića.

## Vanjske poveznice
- Satelitska snimka[neaktivna poveznica]